# Dioscorea bulbifera
Dioscorea bulbifera é uma espécie da família Dioscoreaceae cultivada pelos seus tubérculos ("batatas") e bulbos axilares.   Dependendo da região, esta espécie pode ser chamada de inhame ou cará; mais especificamente, de cará-do-ar ou inhame-do-ar, cará-moela, cará-voador, cará-de-árvore, cará-taramela, cará-de-rama ou cará-aéreo.
É uma espécie trepadeira, perene, tuberosa e pouco vigorosa com tubérculos subterrâneos maiores (bulbilhos) e aéreos menores em forma de moela inseridos nas axilas das folhas, nativa da África e Ásia Tropical. Folhas simples, de 8–15 cm de comprimento com a face superior brilhante e fortemente marcada pela nervação impressa que a deixa quase bulada, lembra a forma de um coração. Inflorescência axilares, com flores esbranquiçadas discretas.
É cultivada em muitos países tropicais, sendo o Brasil um deles. Seu cultivo é principalmente em escala domestica com tubérculos aéreos sendo destinados a consumo próprio ou comercialização em mercados locais, sendo considerada uma PANC.
Sua propagação é  realizada apenas pelos tubérculos aéreos ou divisão dos subterrâneos.

Os tubérculos subterrâneos são processados e usados como alimento, sendo colhidas no final de cada ciclo, principalmente as batatas aéreas, que quando maduras caem e são colhidas no chão. Tem sabor agradável apos preparo; cozida, frita ou assada. Podem ser usados em purês, fritas, em ensopados, transformadas em farinha ou usado em pães e bolos. As inflorescências jovens podem ser consumidas cozidas como verdura, farofa, picles e decoração em pratos.

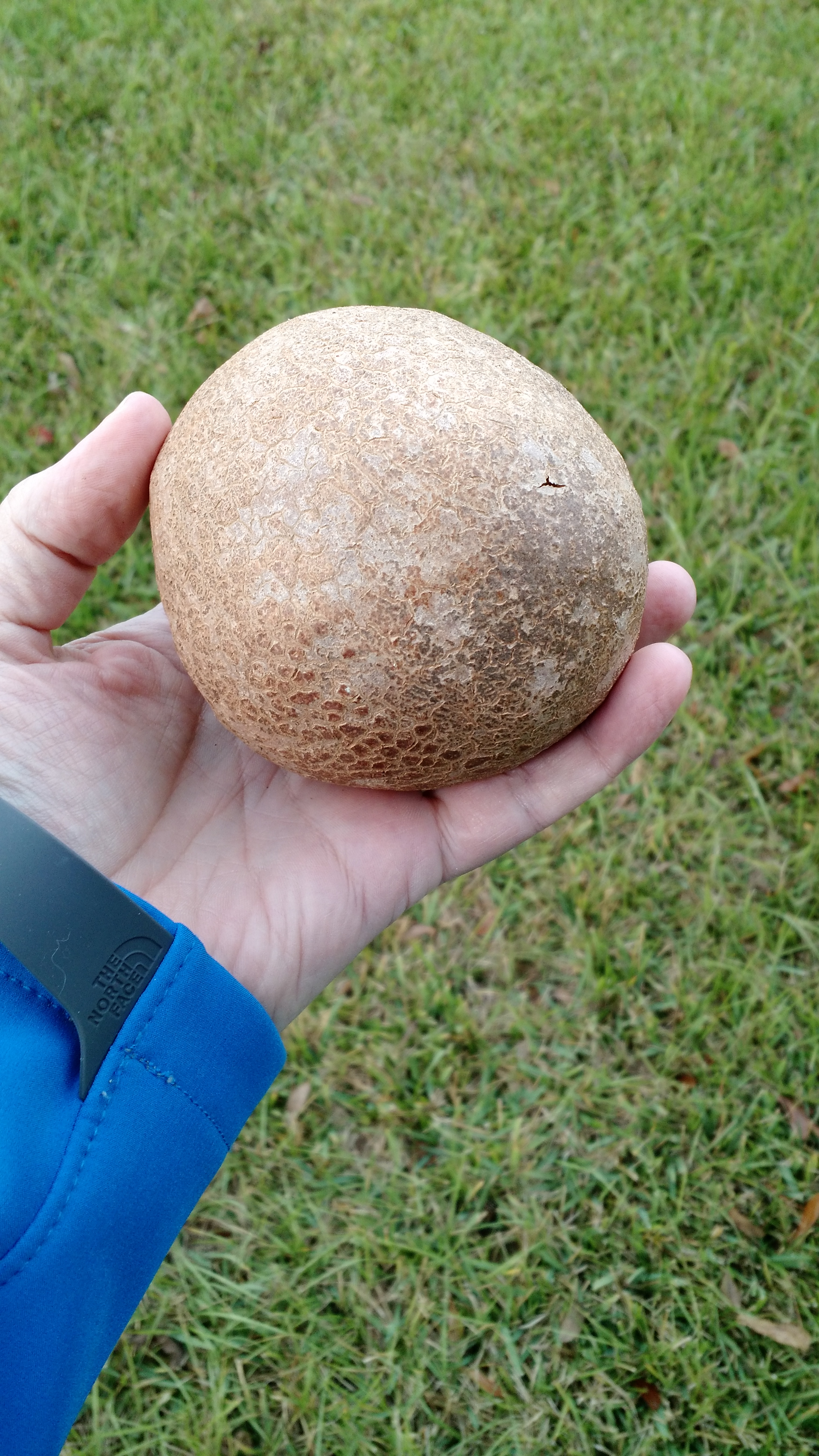
Tubérculo
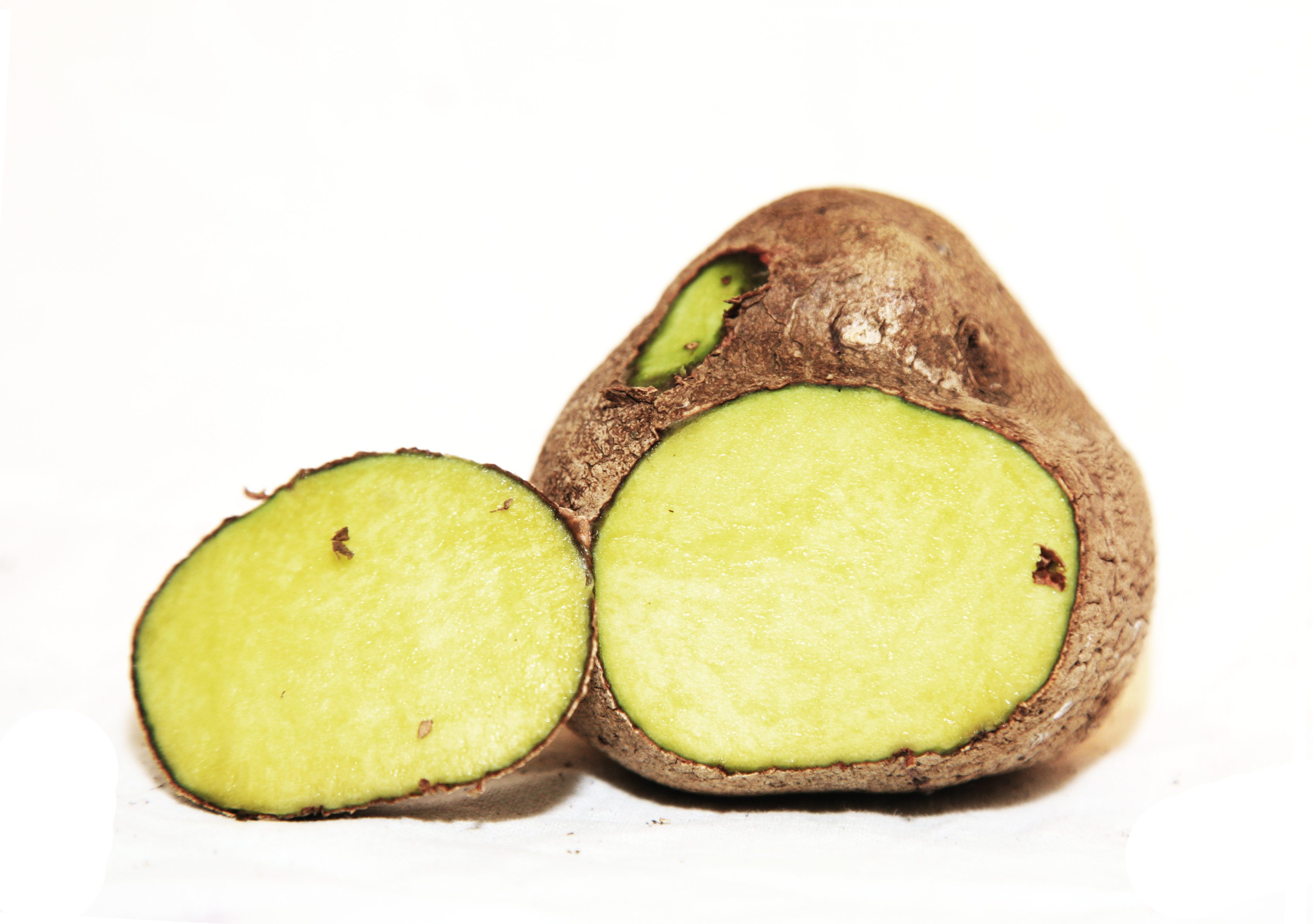
Tubérculo em corte
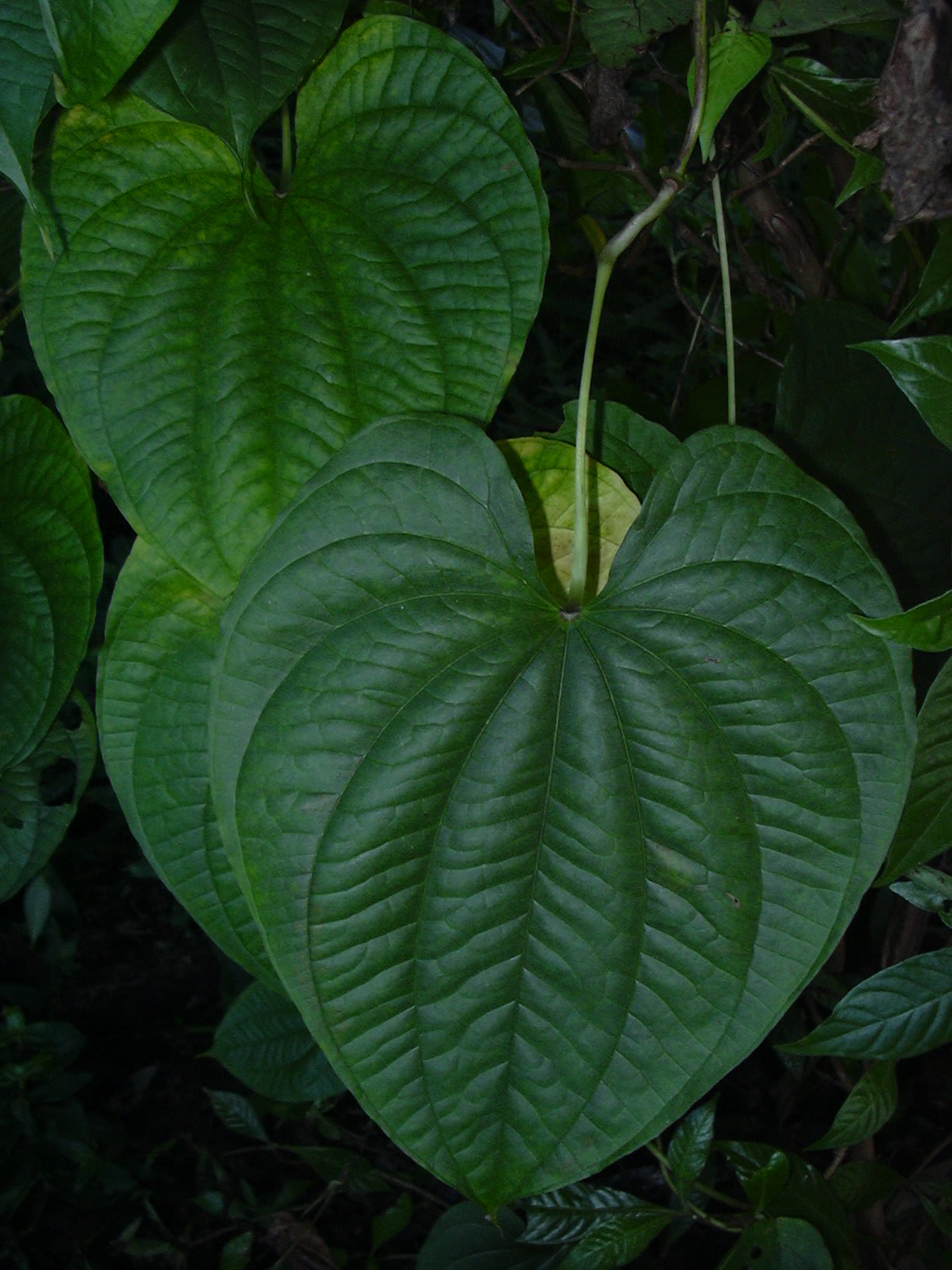
Folhas